# Змагання (Херсонская область)
Змагання (укр. Змагання) — село в Нижнесерогозской поселковой общине Генического района Херсонской области Украины.
Население по переписи 2001 года составляло 207 человек. Почтовый индекс — 74732. Телефонный код — 5540. Код КОАТУУ — 6523882002.

## Местный совет
74732, Херсонская обл., Нижнесерогозский р-н, пос. Вольное, ул. Центральная, 7